# Mielenki
Mielenki – miasto w Rosji, w obwodzie włodzimierskim, 150 km na południowy wschód od Włodzimierza. W  2023 liczyło 13 407 mieszkańców.